# Crazy Horse Memorial
(Cavallo Pazzo prima di morire)
Il Crazy Horse Memorial (in inglese: monumento a Cavallo Pazzo) è una grande scultura nella roccia in costruzione sulle Black Hills, nel Dakota del Sud.

## Dimensioni
Una volta completata sarà la più grande scultura nella roccia mai costruita, larga 195 metri ed alta 172. Solo per fare un paragone, le teste scolpite sul Monte Rushmore sono alte solamente 18 metri. Proprio per riparare alla "provocazione" di questo monumento dell'uomo bianco (costruito in territorio sacro indiano), nel 1939 i capi Lakota appoggiarono l'idea di uno scultore di Boston, Korczak Ziolkowski (già assistente dello scultore Gutzon Borglum nei lavori di scavo del Monte Rushmore), intenzionato a onorare la memoria di quello che viene definito "l'ultimo Sioux".

## Storia del progetto
Nel 1940 Korczak Ziolkowski sottopose un modello della scultura da lui progettata al Capo Henry "Orso in Piedi" della riserva di Pine Ridge. Solo nel 1946, dopo lunghe trattative, i nativi americani diedero il loro benestare, a patto che la scultura venisse realizzata nelle Black Hills. La prima esplosione che diede il via ai lavori di scavo sulla Thunderhead Mountain avvenne il 3 giugno 1948, alla presenza di una decina di anziani reduci della battaglia di Little Bighorn.
Lo scultore si impegnò affinché si trattasse di un progetto no-profit e per esso lavorò gratuitamente. Negli anni successivi venne stabilito un biglietto d'ingresso per chi volesse visitare il memoriale e lo stato di avanzamento dei lavori, garantendo però l'accesso gratuito ai nativi americani. Inoltre, forse per non offrire il fianco a polemiche, nel 1951 Korczak Ziolkowski donò una sua statua di Wild Bill Hickok al comune di Deadwood.
I lavori proseguirono tra molti incidenti e diverse volte lo scultore restò più o meno lievemente infortunato. Continuò a lavorare anche dopo due attacchi di cuore. Nel 1982, all'età di 74 anni e con quattro bypass al cuore, Korczak Ziolkowski proseguiva ancora nella sua epica impresa, sottraendo alla montagna tonnellate e tonnellate di roccia e rifinendo incessantemente i tratti della figura di Cavallo Pazzo. Ziolkowski morì il 20 ottobre 1982, circondato dalla moglie e dai figli che lo avevano validamente aiutato nei lavori. I nativi americani lo onorarono come "uomo dalle grandi visioni" e i rappresentanti delle tribù delle Black Hills proclamarono: "Due razze diverse hanno perso un grand'uomo".
La moglie dello scultore assunse la direzione dei lavori, progettando di terminarli entro il 2000. Una previsione piuttosto ottimistica. I problemi, più che di ordine economico, sono di natura pratica: basti pensare che il solo disegno delle labbra di Cavallo Pazzo ha richiesto due anni di lavoro. A tutt'oggi il memoriale in onore di Cavallo Pazzo non è terminato. Nel 1999 l'allora presidente statunitense Bill Clinton si recò sul luogo degli scavi.